# Ana Romero
Ana Romero (* 14. Juni 1987 in Sevilla) ist eine ehemalige spanische Fußballspielerin.

## Sportliche Karriere
Von 2007 bis 2010 spielte Romero für den Madrider Verein	Rayo Vallecano und dann von 2010 bis 2013 für den Verein Espanyol aus Barcelona. Sie wechselte dann zum Verein Barcelona, wo sie von 2013 bis 2015 spielte. Danach war sie 2015/2016 beim Verein Valencia. Von 2016 bis 2018 spielte sie für den Verein	Ajax in Amsterdam und wechselte dann zum Verein Real Betis Féminas, wo sie von 2018 bis 2020 spielte.

## Privates
Romero ist in einer Beziehung mit der niederländischen Fußballspielerin Merel van Dongen.